# Holger Fliessbach
Holger Fliessbach (* 30. Januar 1943 in Berlin; † 29. August 2003 in Grafing bei München) war ein deutscher Übersetzer.

## Leben
Holger Fliessbach wurde 1973 an der Universität München mit einer Arbeit über Mechtilde Lichnowsky zum Doktor der Philosophie promoviert. Anschließend war er als Übersetzer von Sachbüchern aus dem Englischen und Französischen tätig.
Fliessbach war Mitglied im Verband deutschsprachiger Übersetzer literarischer und wissenschaftlicher Werke, VdÜ, für dessen Fachzeitschrift Übersetzen er längere Zeit ehrenamtlich arbeitete.
Sein Vater war der Jurist Wilhelm Fließbach, der Physiker Torsten Fließbach ist sein Bruder.

## Auszeichnungen
- 1991 Christoph-Martin-Wieland-Übersetzerpreis
- 1998 Stipendium der Landeshauptstadt München
- 2001 Barthold-Heinrich-Brockes-Stipendium des Deutschen Übersetzerfonds

## Übersetzungen (Auswahl)
| - Peter Ackroyd: London. München 2002 - Madeleine Korbel Albright: Die Autobiographie. München 2003 - Philippe Ariès: Saint-Pierre oder Die Süße des Lebens. Berlin 1994 - Reinhard Bendix: Könige oder Volk. Frankfurt am Main; 1 (1980), 2 (1980) - Reinhard Bendix: Von Berlin nach Berkeley. Frankfurt am Main 1985 - Anton Blok: Die Mafia in einem sizilianischen Dorf. Frankfurt am Main 1981 - Nicholas Boyle: Goethe. München; 1. 1749–1790, 1995, 2. 1791–1803, 1999 - Ernest Braun: Ebbe und Flut. Luzern 1976 - Piers Brendon: Eisenhower. München 1988 - Michael Brenner: Jüdische Kultur in der Weimarer Republik. München 2000 - Peter Robert Lamont Brown: Die letzten Heiden. Berlin 1986 - Mary Cable: Die afrikanischen Könige. München 1984 - Lionel Casson: Die griechischen Eroberer. München 1984 - John L. Casti: Verlust der Wahrheit. München 1990 - Don Cook: Charles de Gaulle. München 1985 - Alain Corbin: Die Sprache der Glocken. Frankfurt am Main 1995 - Deutsch-jüdische Geschichte in der Neuzeit. München - 3. Umstrittene Integration. 1997 - 4. Aufbruch und Zerstörung. 1997 - Theodosius Dobzhansky: Intelligenz, Vererbung und Umwelt. München 1974 - Terry Eagleton: Was ist Kultur? München 2001 - Ivar Ekeland: Das Vorhersehbare und das Unvorhersehbare. München 1985 - Ivar Ekeland: Zufall, Glück und Chaos. München [u. a.] 1992 - Gerald Epstein: Wachtraumtherapie. Stuttgart 1985 - Richard J. Evans: Das Dritte Reich. Frankfurt, M. - 1. Aufstieg. 2004 (übersetzt zusammen mit Udo Rennert) - Richard J. Evans: Rituale der Vergeltung. Berlin 2001 - Peter Gay: Erziehung der Sinne. München 1986 - Peter Gay: Die zarte Leidenschaft. München 1987 - Dick Geary: Arbeiterprotest und Arbeiterbewegung in Europa 1848–1939. München 1983 - Robert Gellately: Hingeschaut und weggesehen. Stuttgart [u. a.] 2002 | - Geschichte des privaten Lebens. Frankfurt am Main - 1. Vom Römischen Imperium zum Byzantinischen Reich. 1989 - 2. Vom Feudalzeitalter zur Renaissance. 1990 - 5. Vom Ersten Weltkrieg zur Gegenwart. 1993 - Jack Goody: Geschichte der Familie. München 2002 - Stephen Jay Gould: Die Entdeckung der Tiefenzeit. München [u. a.] 1990 - Michael Grant: Lexikon der antiken Mythen und Gestalten. München 1976 - Michael Grant: Nero. München 1978 - Samuel P. Huntington: Kampf der Kulturen. München [u. a.] 1996 - Yukiko Irwin: Mit zehn Fingern gegen tausend Krankheiten. Bern [u. a.] 1976 - Sudhir Kakar: Schamanen, Heilige und Ärzte. München 1984 - Hermione Lee: Virginia Woolf. Frankfurt am Main 1999 - Mary R. Lefkowitz: Die Töchter des Zeus. München 1992 - Bernard Lewis: Kaiser und Kalifen. München [u. a.] 1996 - Carolyn Merchant: Der Tod der Natur. München 1987 - Arthur Miller: In China. Luzern 1979 - Desmond Morris: Liebe geht durch die Haut. Zürich 1972 - Eric Newby: Großer Weltatlas der Entdeckungsreisen. Köln 1979 - Duncan Norton-Taylor: Die Kelten. Amsterdam 1975 - Edna O’Brien: James Joyce. München 2004 - D. P. O’Connell: Richelieu. München 1978 - Peter Paret: Kunst als Geschichte. München 1990 - Ivan Popov: Stay young! München 1977 - Eliot Porter: Griechische Welt. München 1981 - Jedediah Purdy: Das Elend der Ironie. Hamburg 2002 - Qiu Xiaolong: Tod einer roten Heldin. Wien 2003 - William Schabas: Der Genozid im Völkerrecht, 1. Aufl., Verlag Hamburger Edition, 2003, ISBN 978-3-930908-88-2. - Susan Sontag: Aids und seine Metaphern. München [u. a.] 1989 - Tivadar Soros: Maskerade. Stuttgart [u. a.] 2003 - Paul Veyne: Weisheit und Altruismus. Frankfurt am Main 1993 - William Montgomery Watt: Der Einfluß des Islam auf das europäische Mittelalter. Berlin 1988 - Jean Ziegler: Die neuen Herrscher der Welt und ihre globalen Widersacher. München 2003 |